# Lycomimus formosus
Lycomimus formosus là một loài bọ cánh cứng trong họ Cerambycidae.